# Siły Wojskowo-Morskie Sił Zbrojnych Ukrainy
Siły Wojskowo-Morskie Sił Zbrojnych Ukrainy (SWM SZU; ukr. Військово-морські сили Збройних сил України; ukr. ВМС ЗСУ), nieoficjalnie Siły Wojskowo-Morskie Ukrainy (ukr. Військово-морські сили України; Wijśkowo-Morśki syły Ukrajiny; ВМС України) – marynarka wojenna Ukrainy, jeden z rodzajów sił zbrojnych tego państwa. Składa się z sił nawodnych, podwodnych, lotnictwa morskiego i artylerii obrony wybrzeża.
SWM SZU operuje w basenie Morza Czarnego (w tym także na Morzu Azowskim i w delcie Dunaju. Działalność oceaniczna nie jest z logistycznego i strategicznego punktu widzenia brana pod uwagę, chociaż SWM SZU bierze udział w wielonarodowych akcjach prewencyjnych na Morzu Śródziemnym i Arabskim.

## Historia

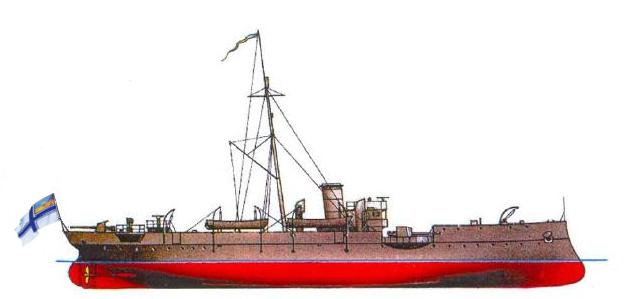
Kanonierka "Doniec" (lipiec-listopad 1918)

Dzieje ukraińskiej obecności na morzu sięgają XVI i XVII wieku, kiedy to Kozacy Zaporoscy organizowali wyprawy w dół Dniepru i Bohu, by atakować na swych zwrotnych czajkach miasta imperium osmańskiego nad Morzem Czarnym, zapuszczając się aż do Konstantynopola i Trapezuntu. Jednym z najgroźniejszych dla Turków atamanów był Piotr Konaszewicz-Sahajdaczny.

### 1917–1921

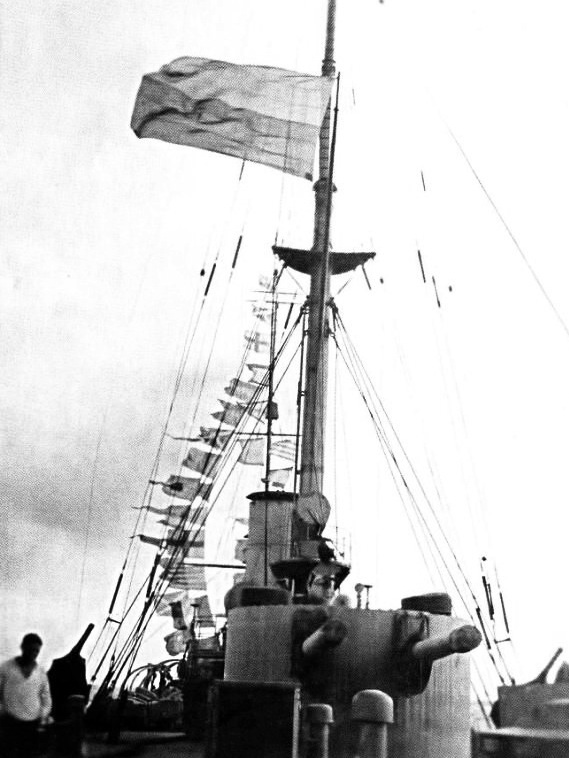
Rok 1917, początki ukraińskiej marynarki, flaga ukraińska na maszcie krążownika pancernopokładowego „Kaguł”

W czasie wojny domowej w Rosji załogi kilku okrętów Floty Czarnomorskiej obsadzonych i dowodzonych przez Ukraińców uznały się za Marynarkę Wojenną nowo powstałej Ukraińskiej Republiki Ludowej. Dalsze poczynania uniemożliwiła utrata nadmorskich terytoriów.
Ukraina miała swoją flotę przez zaledwie pięć miesięcy. Początkowo było to 9 pancerników, 7 krążowników, 18 niszczycieli i wiele mniejszych jednostek, ale kres nadszedł bardzo szybko. Armia niemiecka maszerowała na Sewastopol z zamiarem przechwycenia Floty Czarnomorskiej. Dowódca floty kontradmirał Sablin (Rosjanin), kazał wciągnąć na maszty wszystkich okrętów błękitno-żółte bandery, by dać Niemcom znak, że panuje nad sytuacją, ale ci nie zamierzali respektować żadnych porozumień, tym bardziej, że zdominowane przez bolszewików załogi zaczęły wyprowadzać okręty w morze i kierować je do Noworosyjska.
W grudniu 1918 roku, kiedy pod Sewastopolem pojawiły się okręty Ententy, ukraiński kontradmirał W. Kłoczkowski (Вячеслав Клочковський) kazał podnieść na okrętach rosyjskie bandery św. Andrzeja, co miało być gestem dobrej woli. Jednak dowódcy sił Sprzymierzonych odczytali ów gest inaczej: zajęli okręty i przekazali je „białym”. Ukraińcom z całej floty został tylko niewielki oddział piechoty morskiej. Dowództwo marynarki istniało do roku 1921.

### Współcześnie

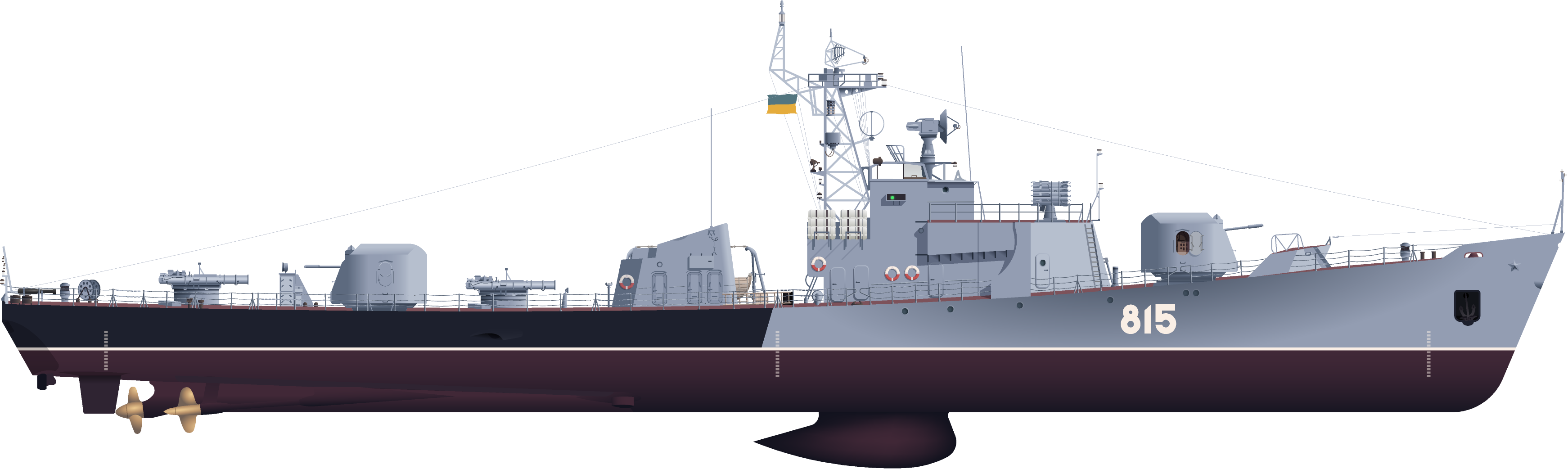
SKR-112 pod banderą ukraińską

We wrześniu 1991 roku w Sewastopolu powstał Związek Oficerów Ukraińskich. Związek ów stał się zalążkiem organizacyjnym ukraińskiej floty.
Na początku 1992 roku część personelu Floty Czarnomorskiej opowiedziała się za niepodległością Ukrainy. Już w styczniu przysięgę na wierność narodowi ukraińskiemu złożył personel kompanii szkolnej Szkoły Nurków Floty, żołnierze 880 Wydzielonego Batalionu Piechoty Morskiej i załogi kilku okrętów nawodnych.
Historia współczesnej Marynarki Wojennej Ukrainy rozpoczęła się 1 sierpnia 1992 roku, kiedy to została oficjalnie powołana do życia dekretem prezydenta Leonida Krawczuka. To zapoczątkowało długotrwały i bolesny proces podziału Floty Czarnomorskiej pomiędzy niepodległe państwo ukraińskie i Federację Rosyjską.
Pierwszym z epizodów tego procesu był przypadek dozorowca SKR-112 (projektu 159A) – pierwszego okrętu SWM SZU: 20 lipca 1992 załoga SKR-112 oznajmiła, że jest to ukraińska jednostka i podniosła ukraińską banderę. Dowództwo Floty w Moskwie uznało to za bunt i poleciło odpowiednio zareagować. Tymczasem okręt opuścił swą bazę na Krymie i skierował się do Odessy, co spowodowało pościg i próby staranowania przez okręty wciąż lojalne wobec Moskwy. Wkrótce kilka kolejnych okrętów, jak również jednostek pomocniczych i załóg instalacji brzegowych Floty Czarnomorskiej poszło w ślady SKR-112, ale reakcja nie była już tak ostra.
W roku 1997 nastąpił oficjalnie podział okrętów, baz i wyposażenia pomiędzy oba państwa. Nowa rosyjska zachowała historyczną nazwę „Floty Czarnomorskiej”, jak również prawo do użytkowania większości baz na Krymie na dziesięć lat, tj. do roku 2017. Nowo utworzona SWM SZU otrzymała pewną liczbę okrętów (w większości przestarzałych lub nie nadających się do użytkowania) i część instalacji brzegowych. Flota Czarnomorska straciła jednak kilka ważnych instalacji, takich jak NITKA (skrót nazwy symulatora lotów) w bazie treningowej lotnictwa morskiego w Saki, czy też bazę sił specjalnych w Oczakowie. Podział floty nadal wywołuje emocje, tym więcej, że wiele problemów dotyczących współpracy obu flot nie zostało rozwiązanych, co prowadzi do odnawiania się konfliktów.
Po roku 1997 większość ukraińskich jednostek została oddana na złom. W 2009 roku jedynie fregata „Hetman Sahajdaczny” była zdolna do podejmowania trudniejszych misji.
Wspólne ćwiczenia WMSU i Floty Czarnomorskiej podjęto ponownie w roku 2010, po siedmioletniej przerwie.
Większość sprzętu, uzbrojenia i wyposażenia SWM SZU, podobnie jak w pozostałych rodzajach sił zbrojnych Ukrainy, jest wciąż sowieckiego pochodzenia. W maju 2011 roku położono stępkę pod korwetę „Wołodymyr Wełykij” (korweta projektu 58250), pierwszą z czterech planowanych. W dniu 25 października 2012 roku w Kijowie w stoczni Leninska Kuznia odbyła się uroczystość rozpoczęcia budowy dwóch opancerzonych kutrów artyleryjskich proj. 58155 Gjurza-M przeznaczonych dla marynarki wojennej Ukrainy. Obydwie jednostki miały wejść do służby w 2015 roku.

## Okręty
Flota SWM SZU w roku 2008/09 składała się z:
- 1 okręt podwodny typu Foxtrot
- 1 fregata typu Kriwak (okręt flagowy) – samozatopiona w 2022 r.
- 3 korwety typu Grisza
- 2 okręty rakietowe typu Tarantul II
- 2 okręty rakietowe typu Pauk
- 1 okręt desantowy typu Ropucha
- 2 trałowce typu Natia I
- 2 trałowce typu Sonia
- 2 małe okręty rakietowe typu Matka
- 1 kuter patrolowy typu Żuk

Inne okręty:
Nieukończony – nie oddany do eksploatacji:
- 1 krążownik typu Sława

### Dalsze działania
19 grudnia 2008 roku ambasador Stanów Zjednoczonych w Kijowie William Taylor poinformował, że minister obrony Ukrainy Jurij Jechanurow i sekretarz obrony USA Robert Gates rozmawiali o możliwości odsprzedania Ukrainie 1-3 fregat z rezerw United States Navy. Gdy prezydentem został Wiktor Janukowycz rozmowy na temat przejęcie fregat przerwano.

### Kryzys krymski
1 marca 2014 na rosyjskim portalu Regnum pojawiła się wiadomość o dymisji całego dowództwa Marynarki Wojennej Ukrainy. Ministerstwo Obrony Ukrainy nie wypowiedziało się na ten temat.
W wyniku kryzysu krymskiego Rosja przejęła kontrolę nad 51 okrętami ukraińskimi, a marynarce ukraińskiej pozostało tylko 10 okrętów. Część okrętów Rosja później oddała. Łącznie w wyniku wydarzeń krymskich do rosyjskiej Floty Czarnomorskiej (wg szacunków strony ukraińskiej) przeszło ponad 6 000 marynarzy SWM SZU.
Okręty, które Ukraińcom udało się uratować przed Rosjanami, przeniesiono do portu w Odessie. Były to: fregata flagowa „Hetman Sahajdaczny” (U130), kuter artyleryjski „Skadowsk” (U170), kuter desantowy „Swatowe” (U430), patrolowiec „AK-01” (U172), patrolowiec „AK-02” (U173), okręt rozpoznawczy „Perejasław” (U512), kuter nurkowy „Netishin” (U700), kuter antysabotażowy „Gola Pristan” (U241), kuter „Władimir Wołyiński” (U721), kuter „Pivdenny” (U855).
Wśród okrętów, które Ukraina straciła na rzecz Rosji, są m.in.: okręt podwodny „Zaporiżżia”, duży okręt desantowy „Kostiantyn Olszanśkyj”, korwety typu Grisza V „Ternopil” i „Łućk”, korweta typu Pauk „Chmielnicki”, trałowiec typu Natia „Czerkasy”, okręt dowodzenia typu Bambuk „Sławutycz” i holownik oceaniczny „Korec”.

### Wsparcie z zachodu po Kryzysie krymskim
Po aneksji Krymu i przejęciu przez Rosję większości SWM SZU, USA przekazało Ukrainie 4 Kutry patrolowe typu Island. 2 pierwsze kutry przekazano w 2019 roku i nazwano „Słowiańsk” (P190) i „Starobielsk” (P191). Następne 2 przekazano w 2021 roku i nazwano „Sumy” (P192) i „Fastiw” (P193). Na początku 2022 planowano przekazać Ukrainie jeszcze jeden okręt tego typu. Nazwano go „Wieczysław Kubrak” (P194). Wybuch wojny zniweczył te plany. Pierwotnie SWM SZU chciała przejąć 7 kutrów tego typu. W grudniu 2020 roku Ukraina i Turcja podpisały umowę na 2 korwety wielozadaniowe typu Ada. Okręty miały zostać zbudowane w Turcji i wyposażone w stoczni w Mikołajowie. Nazwy wybrane dla okrętów to „Hetman Iwan Mazepa” (F211) i „Hetman Iwan Wyhowski” (F212). Pierwszy z nich rozpoczął próby morskie w lecie 2024 roku, natomiast drugi został zwodowany 2 sierpnia 2024 roku. 

### Inwazja Rosji na Ukrainę

#### Straty
W czasie rosyjskiej inwazji na Ukrainę w 2022 roku dowódca okrętu flagowego marynarki wojennej Ukrainy, fregaty „Hetman Sahajdaczny”, która przechodziła remont w porcie, zdecydował o zatopieniu jednostki, by nie dostała się ona w ręce Rosjan. 3 marca 2022 roku podczas wykonywania misji bojowych ostrzelany i zatopiony kuter „Słowiańsk”. W marcu 2022 roku siły rosyjskie zdobyły patrolowiec ( przebudowany holownik morski) „Koriec”. Podczas oblężenia Mariupola został zatopiony a po zdobyciu miasta przez Rosjan wydobyty kuter artyleryjski „Łubny”. 6 kwietnia 2022 roku zatopiony podczas oblężenia Mariupola został okręt dowodzenia „Donbas”. Podczas walk o Mariupol zatopiony został kuter hydrograficzny „Dymytro Czubar”. Po zdobyciu Mariupola i Berdiańska przez Rosjan przejęte zostały 3 kutry artyleryjskie: „Ackerman”, „Wyszohród” i „Krzemieńczuk”. 7 mają 2022 roku koło wyspy Węży zatopiony został kuter desantowo-szturmowy „Stanisław”. 10 czerwca 2022 roku podczas ataku rakietowego Rosjanie zatopili wycofaną korwetę ZOP „Winnica”. W lecie 2022 roku zatopiono trałowiec „Geniczesk”. W listopadzie 2022 roku uszkodzony został niezidentyfikowany kuter artyleryjski Ukrainy. W kwietniu 2023 roku zniszczono ukraiński holownik projektu 376. W marcu 2024 roku uszkodzony został kuter desantowy „Swatowe”.

#### Pomoc Wojskowa
13 lipca 2023 roku Wielka Brytania przekazała Ukrainie dwa niszczyciele min typu Sandown. Po wcieleniu do WMSU nadano im nazwy „Czernichów” (M310) czyli były HMS „Grimsby” i „Czerkasy” (M311) czyli dawny HMS „Shoreham”. Nazwy ukraińskie zostały wybrane dla upamiętnienia dwóch trałowców projektu 266M, które zostały zagarnięte przez Rosjan na Krymie w 2014 roku. 
23 stycznia 2024 roku rząd Kanady przekazał Ukrainie 10 łodzi RHIB o wartości 20 mln USD.
W ramach pomocy wojskowej dla Ukrainy Szwecja przekazała SWM SZU 16 kutrów bojowych projektu CB90 o wartości 1,2 mld USD. Decyzję obwieszczono 18 stycznia 2025 roku. Dzięki tej transakcji Ukraina podwoiła liczbę jednostek tego typu w swojej służbie.

## Lotnictwo morskie
| Aparat        | Pochodzenie | Typ                       | Wersja   | W służbie |
| ------------- | ----------- | ------------------------- | -------- | --------- |
| Antonow An-26 | ZSRR        | Transportowy              | An-26    | 7         |
| Mil Mi-8      | ZSRR        | Śmigłowiec transportowy   | Mi-8     | 8         |
| Mil Mi-14     | ZSRR        | Śmigłowiec wielozadaniowy | Mi-14PL  | 5         |
| Beriew Be-12  | ZSRR        | Wodnopłat patrolowy       | Be-12    | 6         |
| Kamow Ka-29   | ZSRR        | Śmigłowiec szturmowy      | Ka-29    | 16        |
| Kamow Ka-27   | ZSRR        | Śmigłowiec morski         | Ka-27/28 | 21        |

## Bazy
- Izmaił
- Odessa[4]
- Oczaków

## Galeria

### Insygnia

Historyczna bandera Ukrainy: Państwa Ukraińskiego, Ukraińskiej Republiki Ludowej i pierwsza poradzieckiej Ukrainy
Druga bandera Ukrainy z 1993 roku
Wariant bandery wprowadzony w 1997 roku
Kolejna wersja bandery z 2006 roku
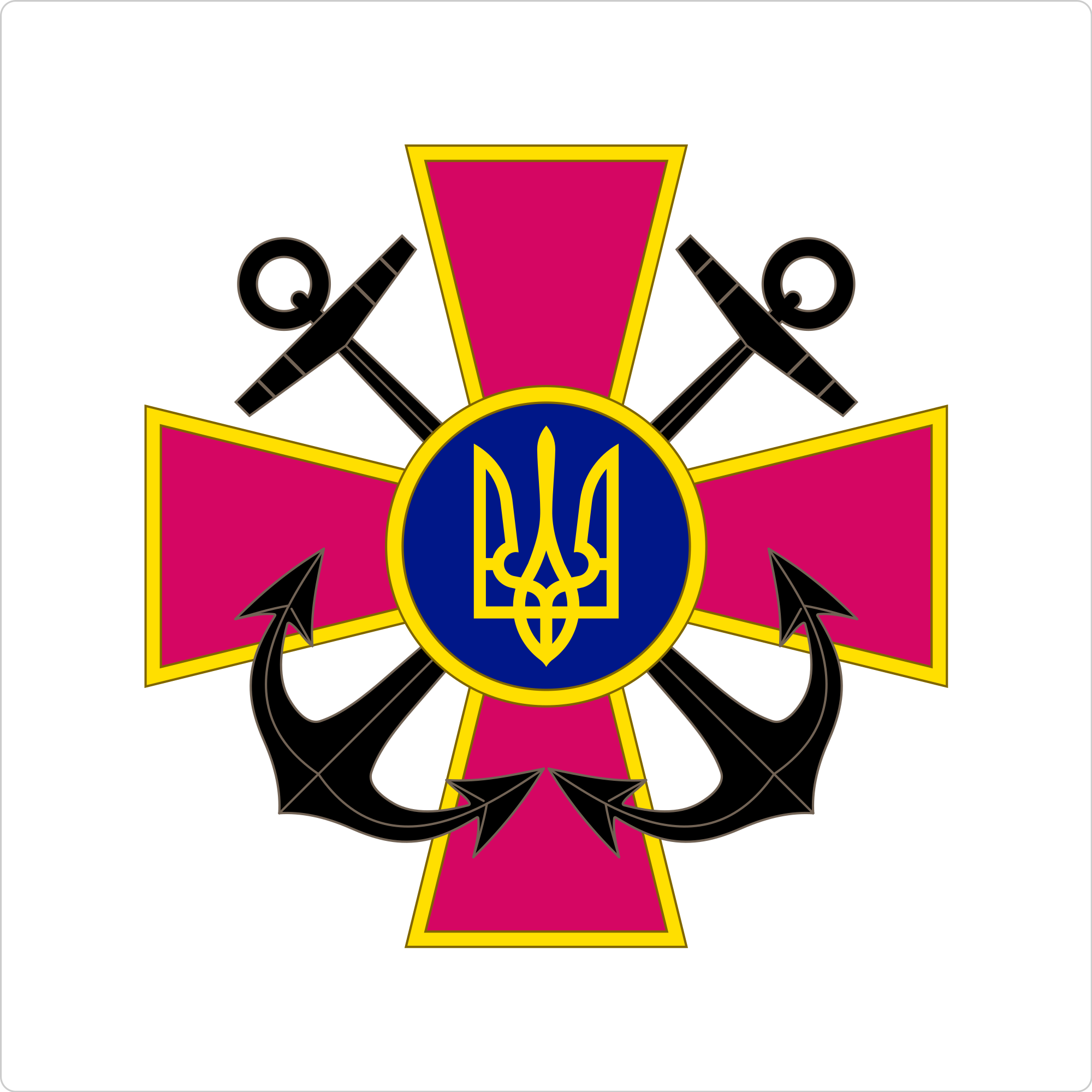
Proporzec dowódcy WMSU
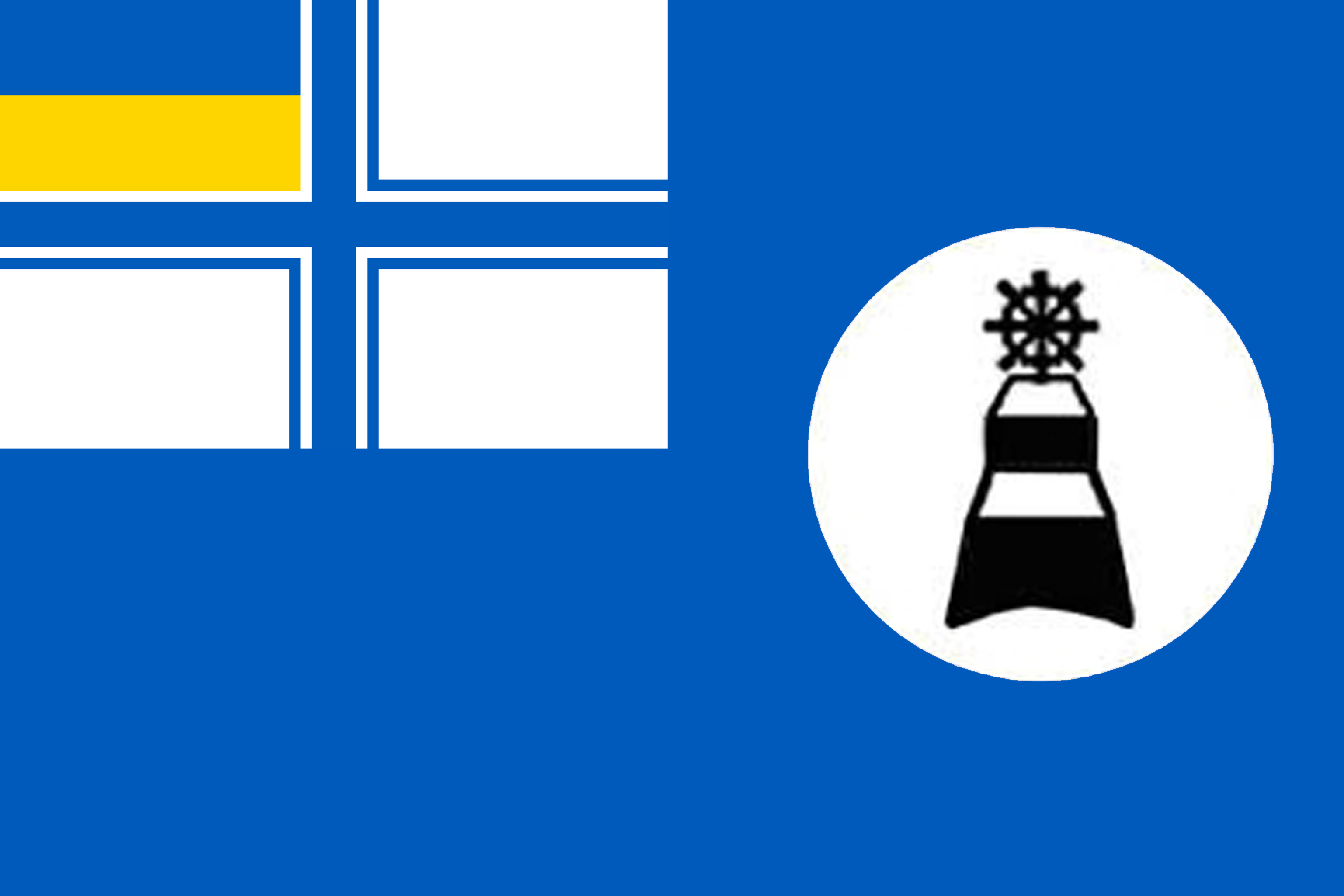
Bandera jednostek ratowniczych
Bandera jednostek pomocniczych